# 拉斐尔房间

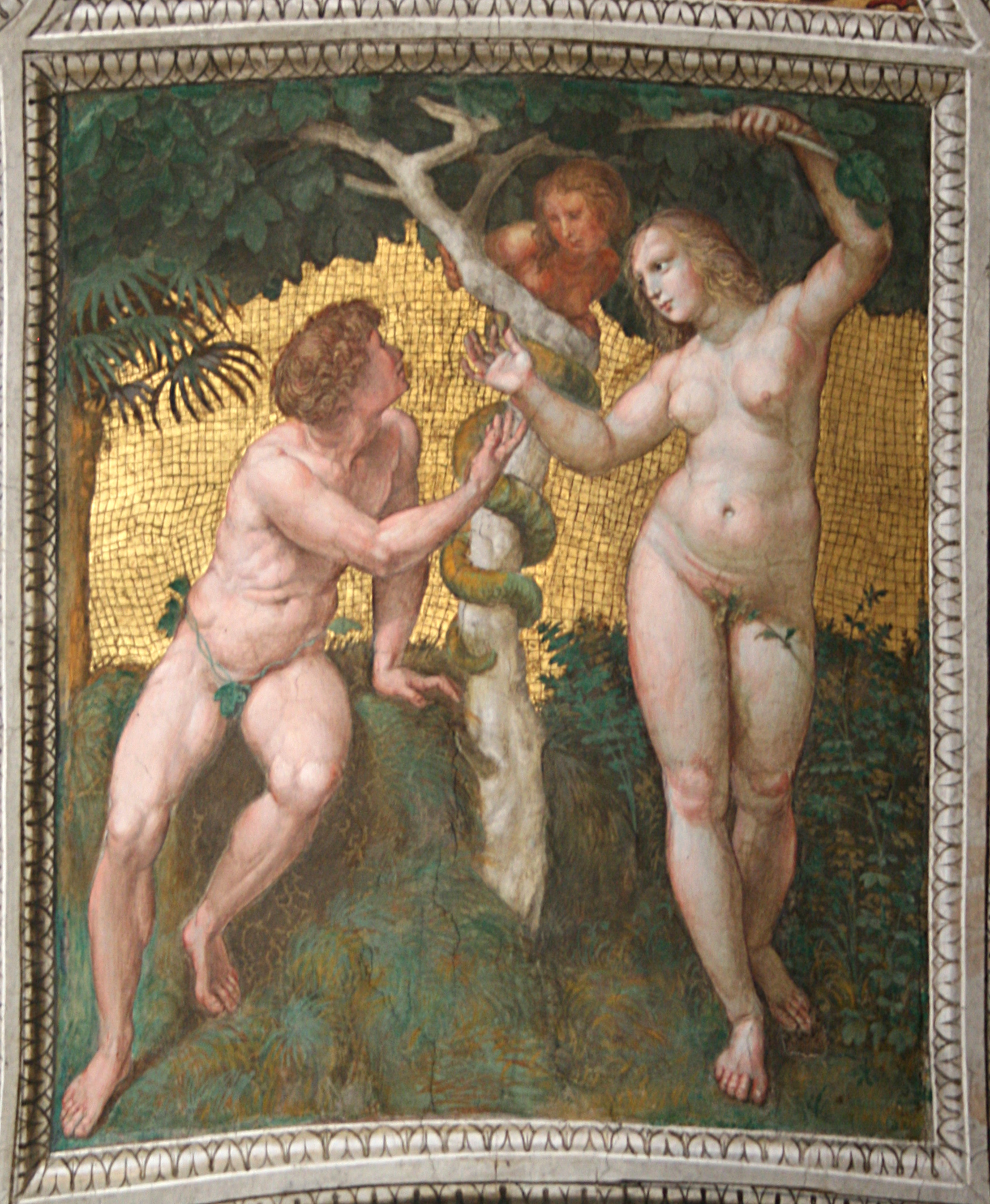
《亚当和夏娃》，机要室的天顶画

四间拉斐尔室（Stanze di Raffaello）是梵蒂冈宗座宫内的一组客房，教宗住所的公共部分。它们以拉斐尔及其工作室创作的壁画著称。它们连同西斯廷礼拜堂内米开朗基罗的天顶画，构成标志罗马文艺复兴的盛大的壁画系列。
这些房间最初目的是作为教宗儒略二世的住所。他委托年轻的乌尔比诺艺术家拉斐尔在1508年或1509年完全重新装修内部。儒略二世的意图可能是要胜过其前任（也是对手）亚历山大六世，因为这些房间位于亚历山大六世居住的波奇亚寓所的正上方。它们位于三楼，俯瞰观景中庭（Cortile del Belvedere）的南侧。
游客进入这些房间，从东向西，会经过君士坦丁大帝厅（Sala di Costantino）、赫略多洛室（Stanza di Eliodoro）、机要室（Stanza della Segnatura）和火灾厅（Stanza dell'Incendio del Borgo）。
儒略二世于1513年去世，已完成两个房间的壁画，良十世继续此工程。拉斐尔在1520年去世后，他的助手吉昂弗朗斯科·班尼、朱利奥·罗马诺和若弗琳诺·迪·库里（Raffaellino del Colle）完成康斯坦丁大厅的壁画。
| 概观 (I) | 概观 (II) | 东墙 | 南墙 | 西墙 | 北墙 | 天花板 | 名称和场景（从左侧到右侧）                                                                        |
| -------- | --------- | ---- | ---- | ---- | ---- | ------ | ------------------------------------------------------------------------------------------------- |
|          |           |      |      |      |      |        | 机要室: 1. 雅典学府, 2. 三超德, 3. 圣体讨论, 4. 巴那斯山 5.天花板.                                |
|          |           |      |      |      |      |        | 赫略多洛室: 1将赫略多洛赶出圣殿，2. 波尔塞纳的弥撒 3. 大良教宗会晤阿蒂拉 4.圣伯多禄获释 5.天花板. |
|          |           |      |      |      |      |        | 火灾间: 1. 奥斯蒂亚之战 2.城门外的火灾, 3. 查理大帝加冕 4. 良三世的誓言 5.天花板.                 |
|          |           |      |      |      |      |        | 君士坦丁大帝厅: 1.十字架显圣，2. 米尔维奥桥大战, 3. 君士坦丁受洗，4. 奉献罗马城 5.天花板.         |

## 君士坦丁大帝厅
四个房间中最大的一个是君士坦丁大帝厅（Sala di Costantino）。这些壁画创作于教宗儒略时期，那时，拉斐尔本人已经去世。这个房间的主题是基督教战胜了异教。壁画通过罗马皇帝君士坦丁一世的生平反映这场斗争。这些壁画是朱利奥·罗马诺、吉昂弗朗斯科·班尼和若弗琳诺·迪·库里的作品。由于这些壁画不是出自大师本人之手，它们不及相邻房间的作品出名。出于一种奉承的悠久的传统，拉斐尔的助手在画中将教宗西尔维斯特的面容描绘成当时的教宗克萊孟七世的面容。

### 十字架显圣

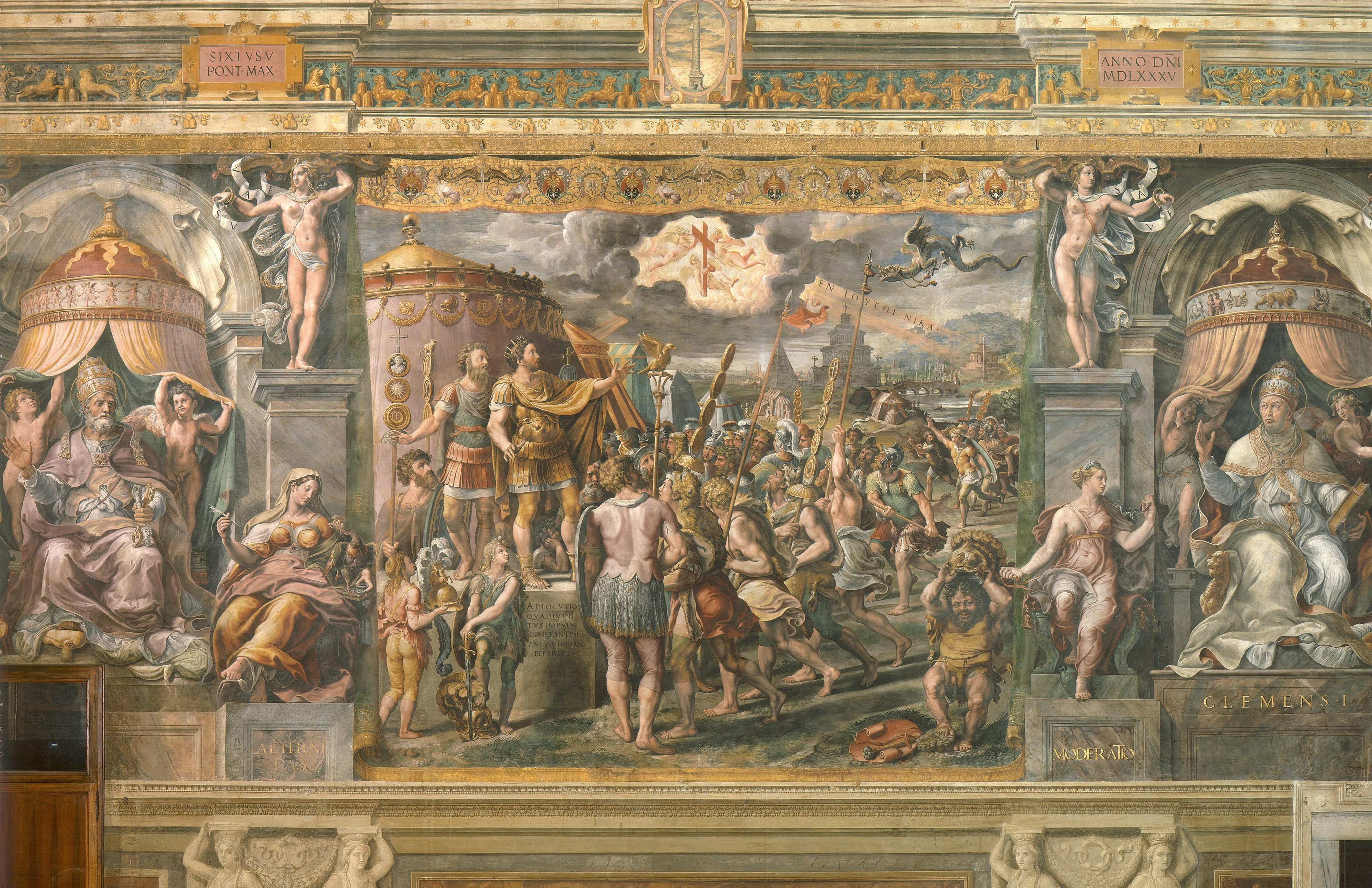
十字架显圣

壁画《十字架显圣》描绘当君士坦丁出征他的对手马克森提乌斯时，巨大的十字架向他显现的传奇故事。在天空中出现十字架的异象，旁边是希腊文“Εν τούτω νίκα”（藉此記號，你必征服）。

### 米尔维奥桥大战
《米尔维奥桥大战》朱利奥·罗马诺表现的是发生于312年10月28日的米尔维安大桥战役。

### 奉献罗马城

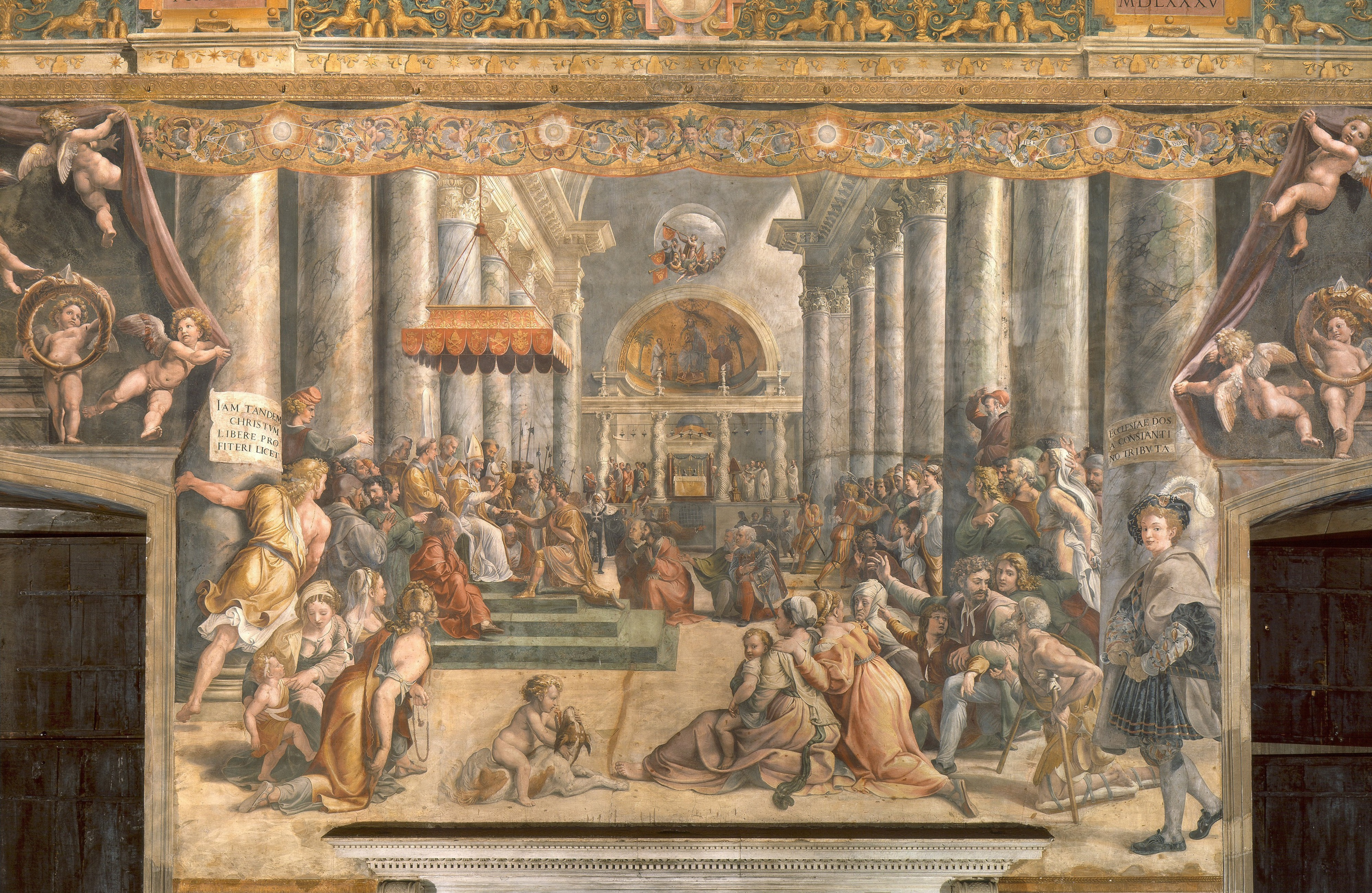
奉献罗马城

《奉献罗马城》的灵感来自于著名的君士坦丁的捐赠，这份伪造文件内容称羅馬皇帝君士坦丁一世將羅馬一帶的土地贈送給教宗。

### 君士坦丁的洗礼

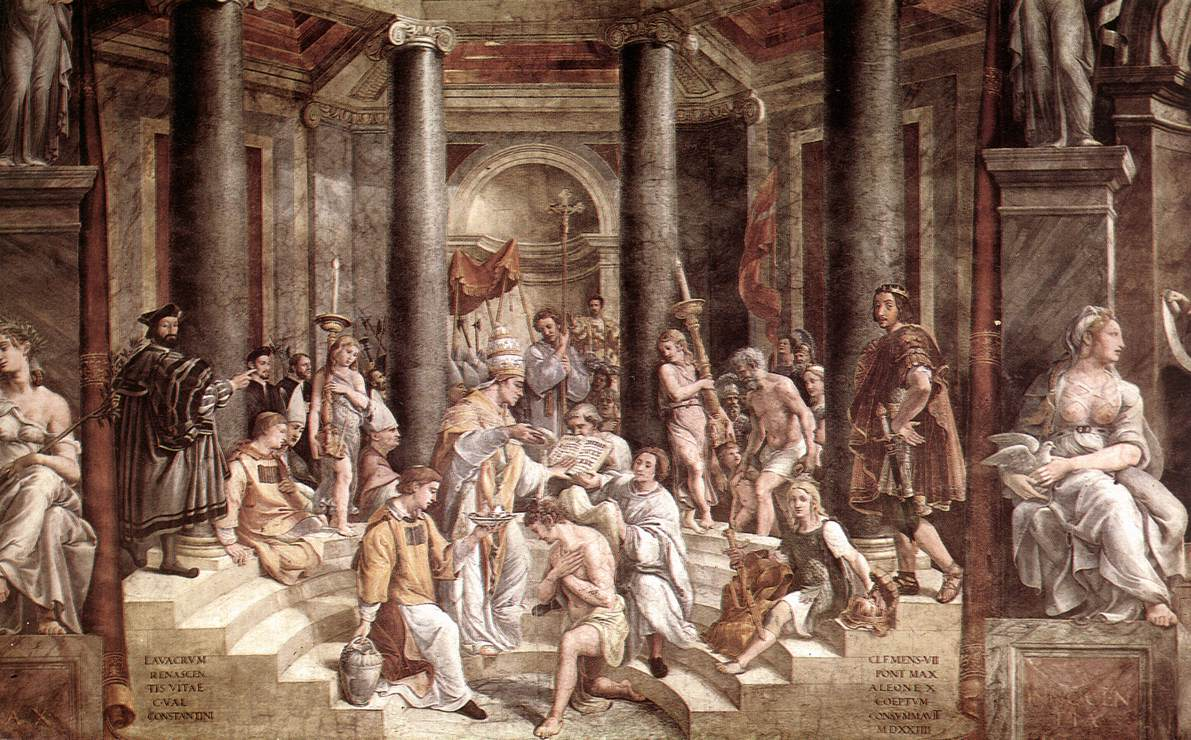
康斯坦丁的洗礼

最后一幅画，《君士坦丁的洗礼》，最有可能是吉昂弗朗斯科·班尼所画，表现了这位皇帝在临终前受洗为基督徒的情形。

## 赫略多洛室
从东向西的第二个房间，是赫略多洛室（Stanza di Eliodoro）。这里的壁画绘于1511年到1514年，房间也得名于其中的一幅画。这个私人房间的主题是基督在天上保护教会。 四幅壁画分别是：《将赫略多洛赶出圣殿》、《波尔塞纳的弥撒》、《良一世与阿提拉的会议》和《解救圣伯多禄》。其中前两幅壁画，拉斐尔将他的赞助人教宗儒略二世画成了参与者或观察者；第三幅绘于儒略死后，包括他的继任者良十世的肖像。
与机要室相比，拉斐尔的风格在此有所改变。与教宗图书馆的静态图像不同，取而代之的是戏剧性的叙述描绘，他的做法是，最大限度地提高壁画的表现效果。他描绘较少，较大的人物，因此他们的行为和情绪 对观众有更直接的影响，他使用舞台灯光效果来突出某些人物，和加剧紧张局势。

### 将赫略多洛赶出圣殿

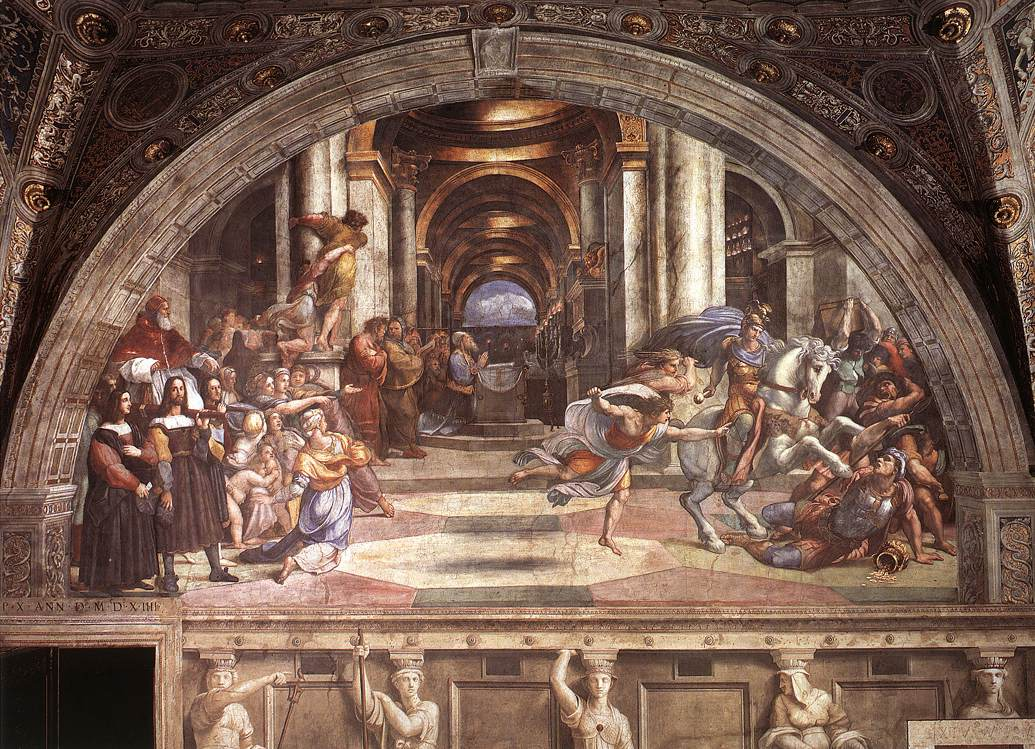
将赫略多洛赶出圣殿 1511-12

拉斐尔的《将赫略多洛赶出圣殿》取材自马加比二书（3:21-28） 关于赫略多洛，受命抢夺保存在耶路撒冷圣殿的珍宝，但是受到阻止，因为天使答应圣殿祭司的祷告，鞭打入侵者，一个天使般的骑手从圣殿将其追赶。比起签字厅内拉斐尔的早期壁画，这幅画具有更多的戏剧性。虽然焦点是正在祷告的祭司这个静止的人物，赫略多洛和天使向前冲入空中，似乎要飞出画面。在左侧，儒略二世由瑞士卫队抬在椅子上，目击了这一事件。在这里也是指儒略防止世俗领袖篡夺教廷领土的斗争。

### 波尔塞纳的弥撒

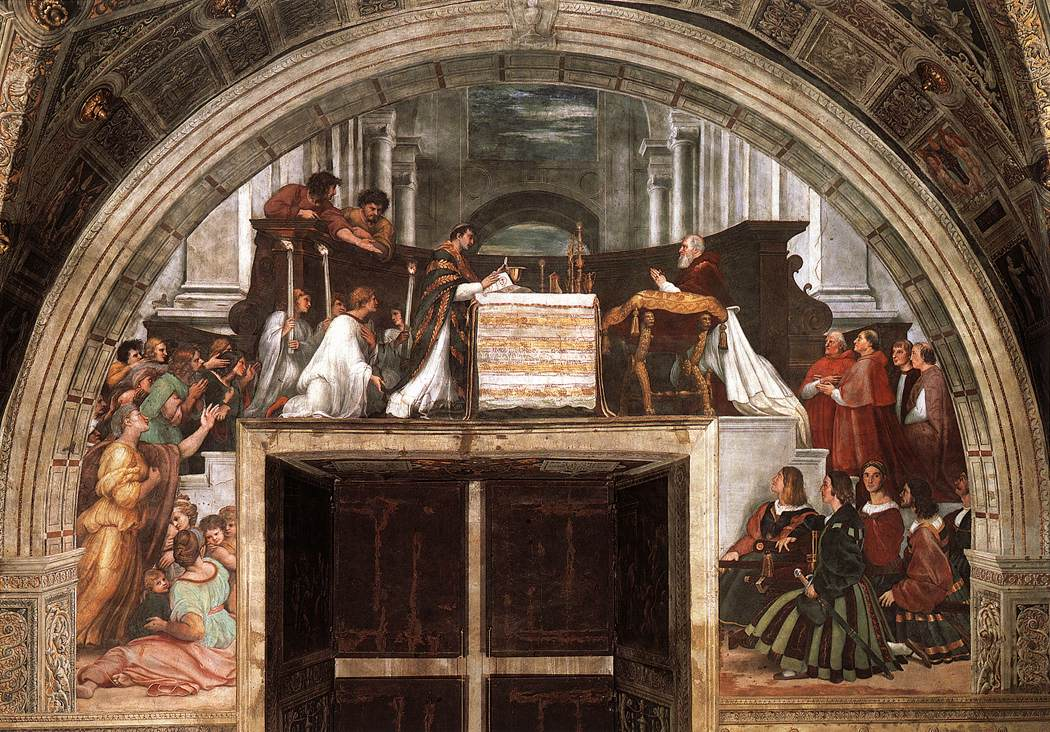
波尔塞纳的弥撒 1512

《波尔塞纳的弥撒》描绘了一位波希米亚神父故事，他在1263年在弥撒过程中看到面包开始流血，于是停止了对化质说教义的怀疑。被血染红的布成为圣物，在奥尔维耶多附近小镇；儒略二世访问奥尔维耶多，并在1506年为此圣物祈祷。这位教宗被描绘成一个弥撒的参与者和奇迹的见证者；他跪在祭台的右边，Curia 的成员站在他身后。拉斐尔从事件中的参与程度来区分“真正的”13世纪的见证人与教宗同时代的见证人。

### 大良教宗会晤阿蒂拉

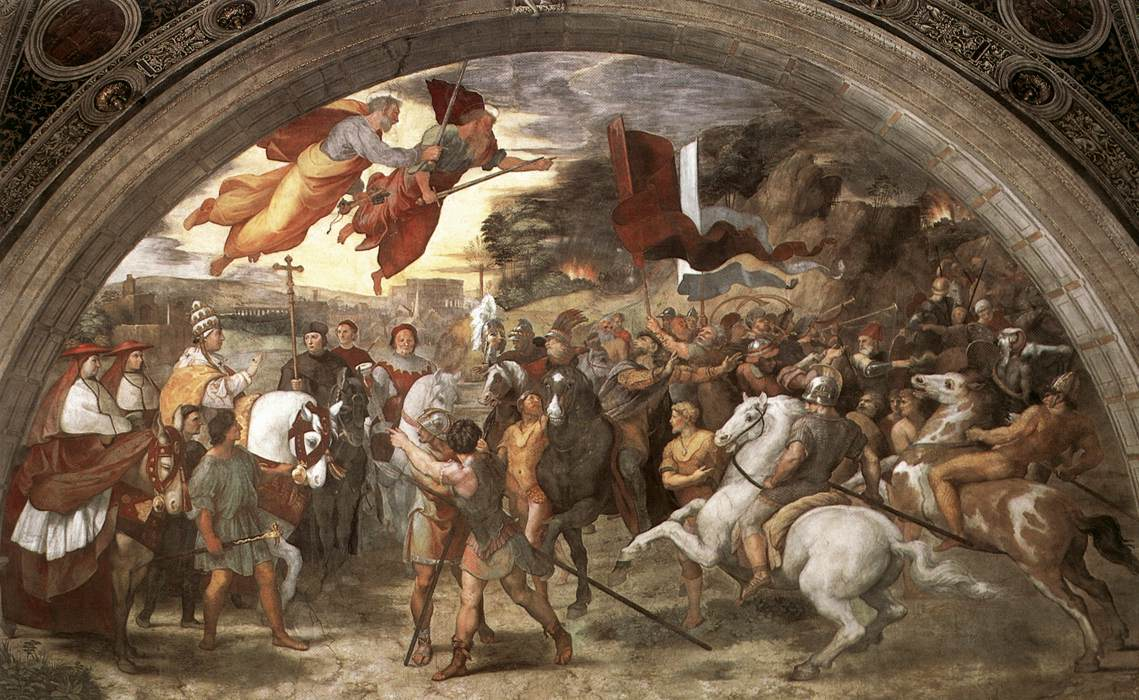
大良教宗会晤阿蒂拉,1514

《大良教宗会晤阿蒂拉》描绘了历史上有名的良一世和阿提拉的会议，包括圣伯多禄和圣保禄在天空持剑的图像。拉斐尔一个充分发展的绘图显示他计划将教宗描绘成儒略的面容 - 在背景中；当良十世成为教宗时 - 他必须鼓励艺术家将教宗描绘在前方中央的位置，并使用自己的肖像。

### 圣伯多禄获释

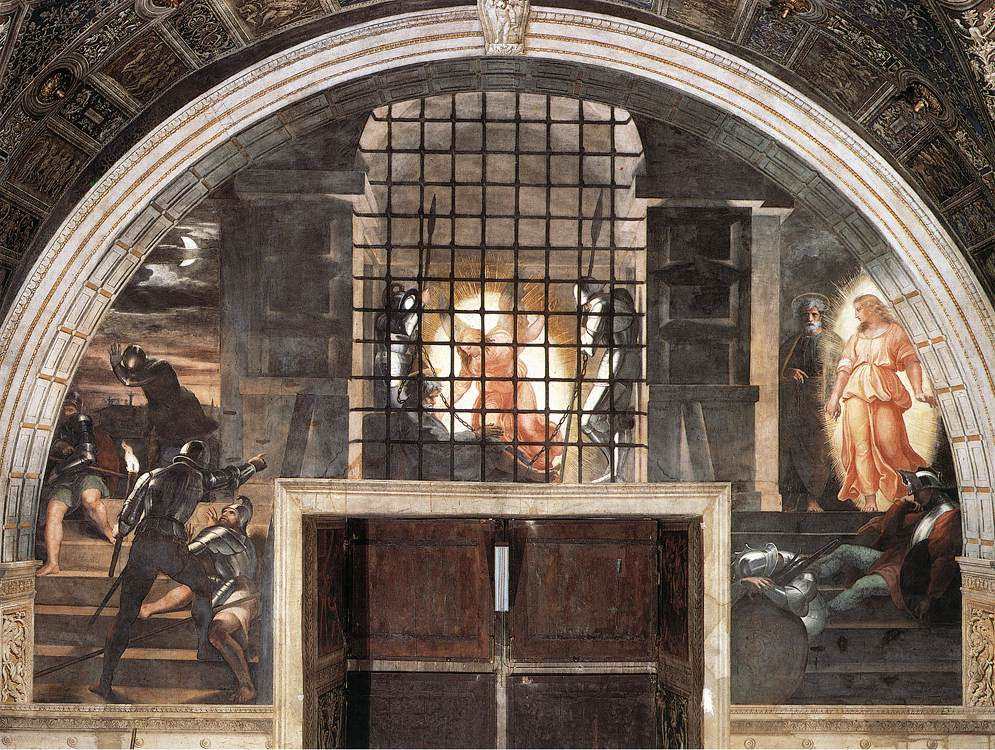
圣伯多禄获释，1514

《圣伯多禄获释》分为三段，描绘了使徒行传十二章所记载的圣伯多禄被一位天使解救出狱的故事。它象征着基督牧者的力量逃脱人类的限制。儒略二世在升任教宗之前担任枢机主教时，领衔教堂就在圣伯多禄锁链堂，所以这幅画既是概指教宗制，又是特指儒略。 这幅壁画是一种对光线的研究：天然的的月光，人工的火炬光，以及上帝提供的天使光。当然，后者的光优于其他两种光。

## 机要室
首先用拉斐尔壁画装饰的是机要室（Stanza della segnatura）。它曾是儒略二世的图书馆，宗座圣玺最高法院曾设于此处。艺术家的概念是，带进古代精神与基督教的和谐，以及反映儒略二世的图书馆的内容：神学、哲学、法学和诗歌四大主题。这个房间的主题是世俗智慧与属灵智慧的和谐，以及文艺复兴人文主义者感知的基督教与希腊哲学之间的和谐。智慧的主题很适合这个房间，因为此处曾是宗座圣玺最高法院的会议室，大多数重要的教宗文件都是在此签字盖章。

### 圣礼的争辩

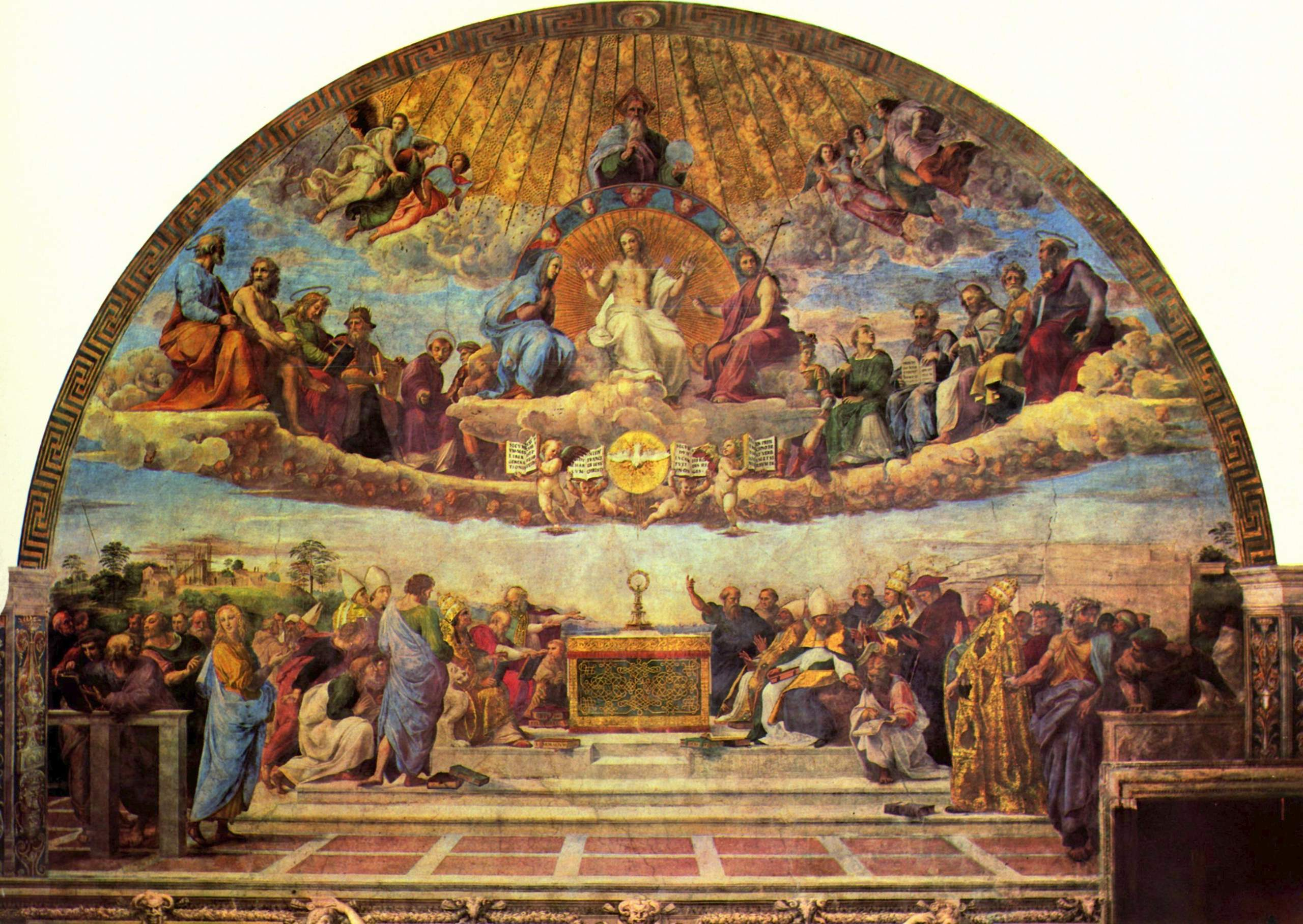
圣礼的争辩

拉斐尔的第一幅壁画《圣礼的争辩》创作于1508年或1509年。在这幅作品中，拉斐尔描绘的教会的形象，跨越天与地。

### 雅典学院

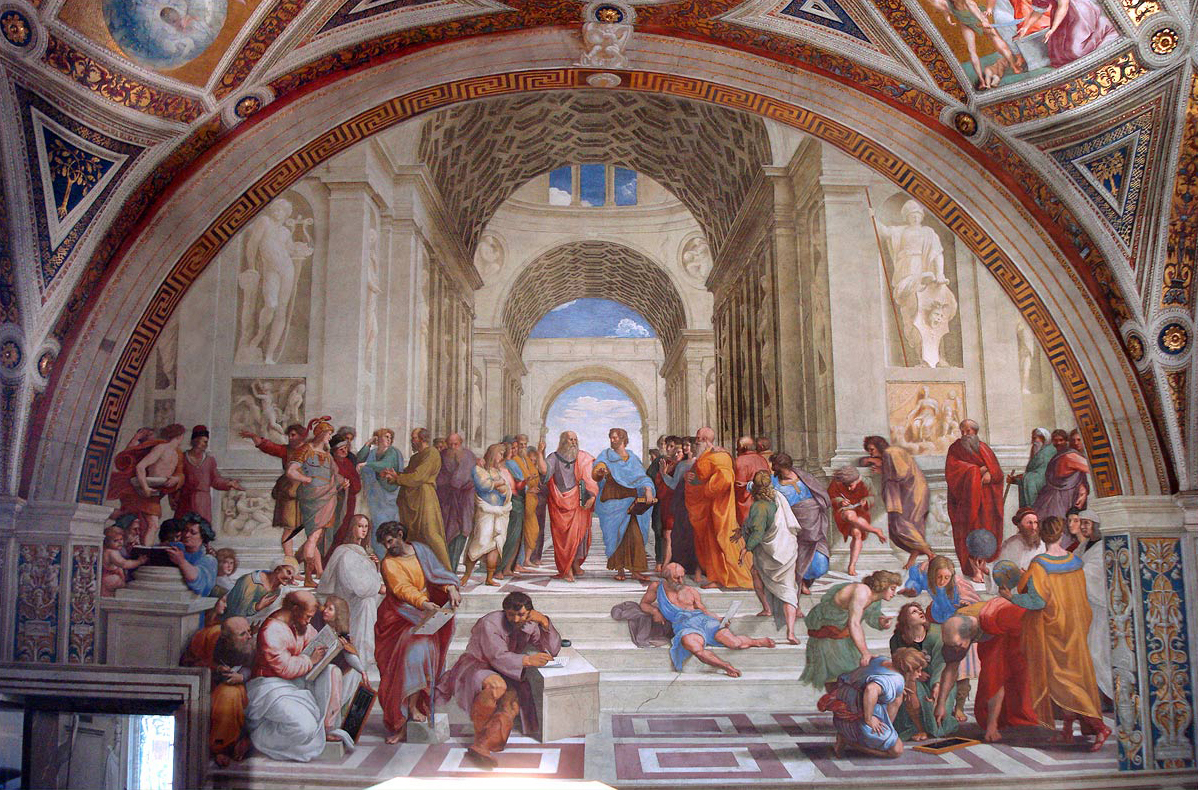
雅典学院

1509年底，拉斐尔开始在《圣体的辩论》对面的墙上，创作第二幅壁画《雅典学院》。整个房间解释为从古典哲学到真正的宗教，以及从前基督教世界到基督教的运动。 。这也许是拉斐尔最著名的一幅壁画。

### 帕那苏斯山

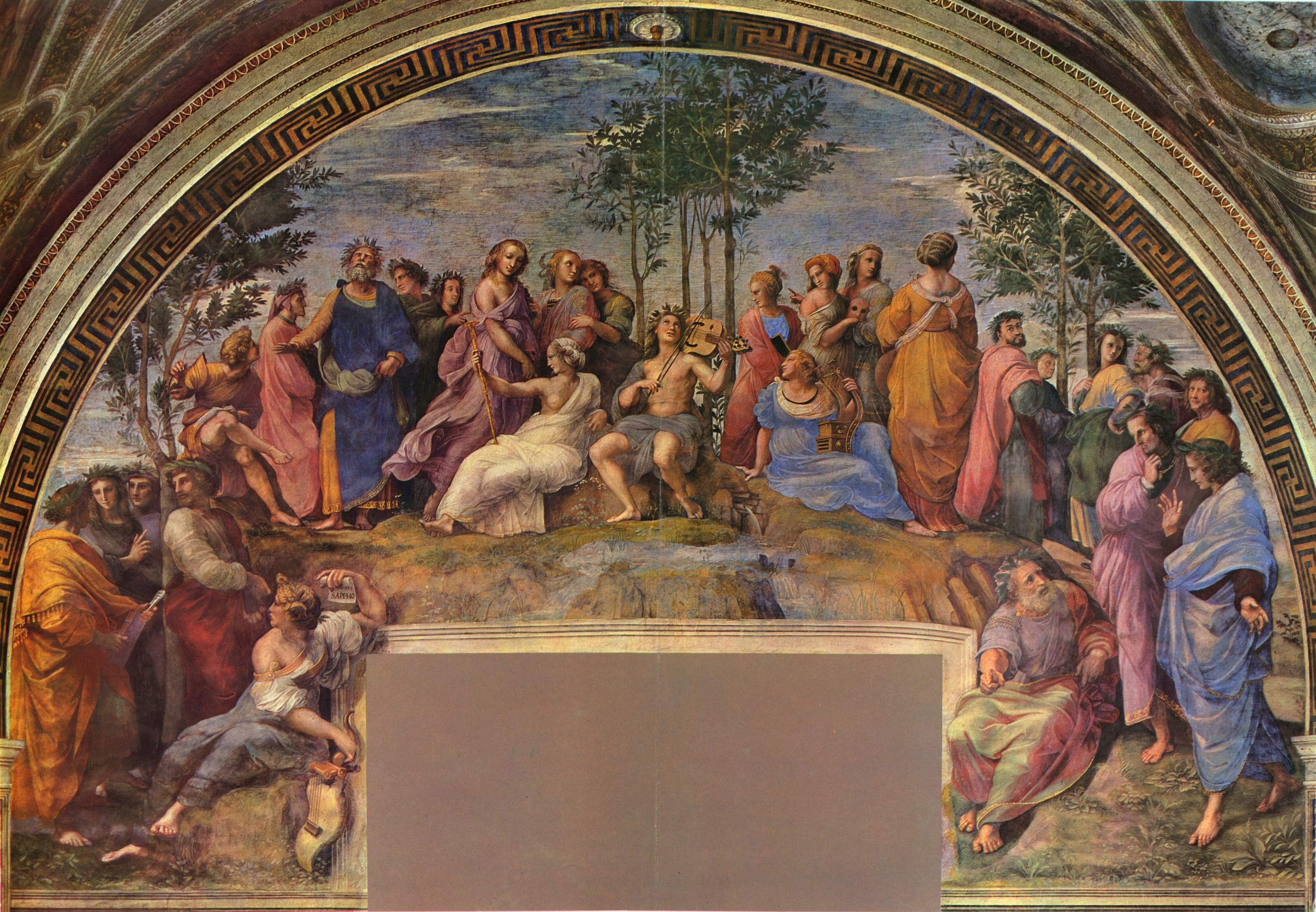
帕那苏斯山

拉斐尔在1509年底或1510年初开始创作第三幅壁画《帕那苏斯山》。在古代神话中，那里是阿波罗和缪斯女神居住的地方，以及诗歌的家乡。在壁画中，阿波罗和缪斯女神被古代和拉斐尔时代的诗人所环绕。

### 三德像

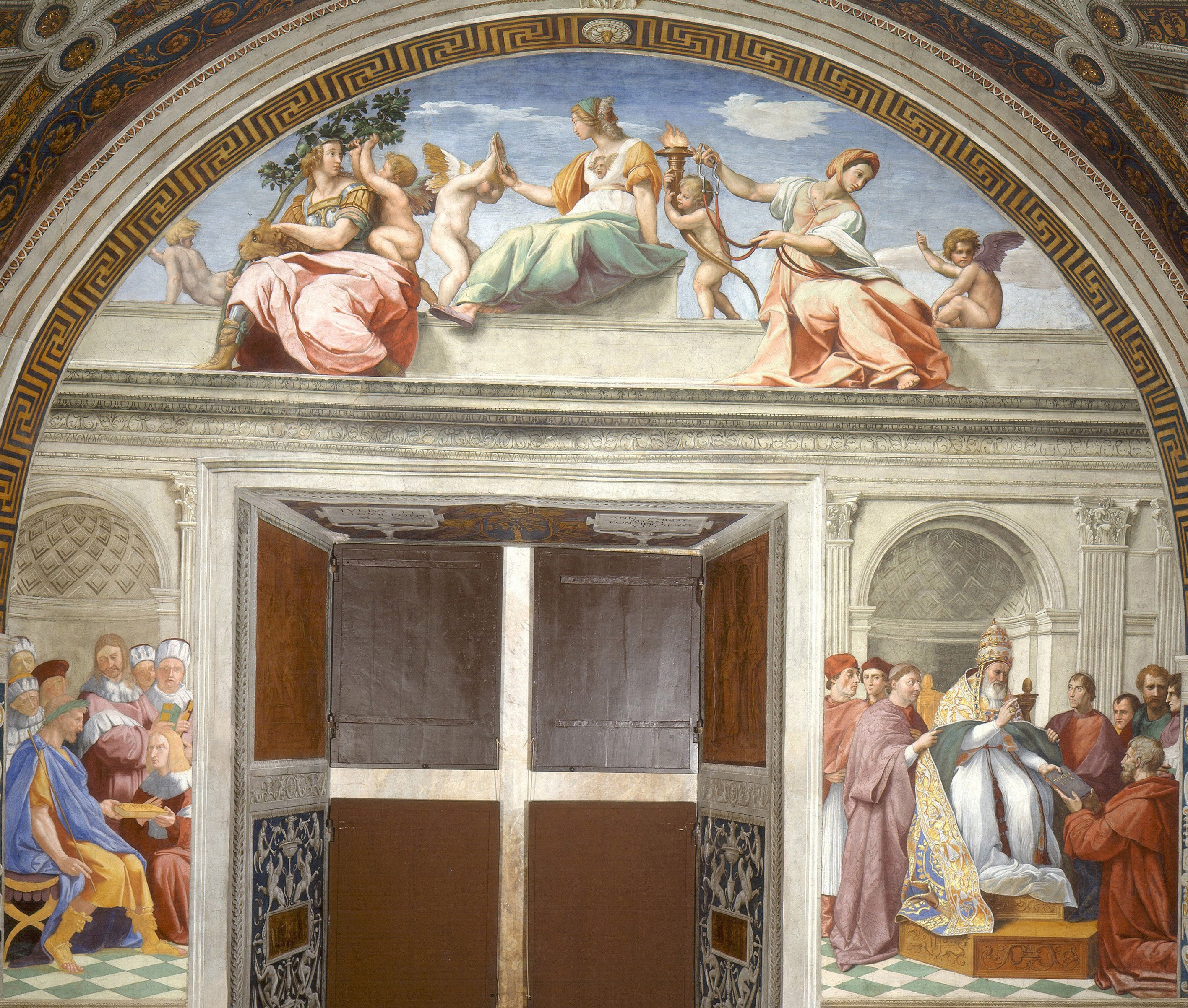
三德像

第四幅壁画《三德像》绘于1511年。所谓“三德”，是指勇德（勇气）、智德（明智）和节德（节制）。

## 火灾间
火灾间（Stanza dell'incendio del Borgo）得名于壁画《城门外的火灾》，这幅画描绘良四世十字架的记号扑灭罗马博尔戈区（靠近梵蒂冈）的熊熊大火。这个房间准备作为儒勒的继任者良十世的音乐室。壁画描绘了教宗良三世和良四世的生平事迹。房间里另外三幅壁画是《良三世的誓言》、《查理大帝加冕》和《沃斯提亚战役》。《城门外的火灾》是由拉斐尔设计构图，但是由他的助手执行。另外三幅画没有他的指导。

### 良三世的誓言
800年12月23日，教宗良三世面对他的前任教宗哈德良一世的侄子对他提出的指控进行宣誓。这一事件在壁画《良三世的誓言》中得到展现。

### 查理大帝加冕

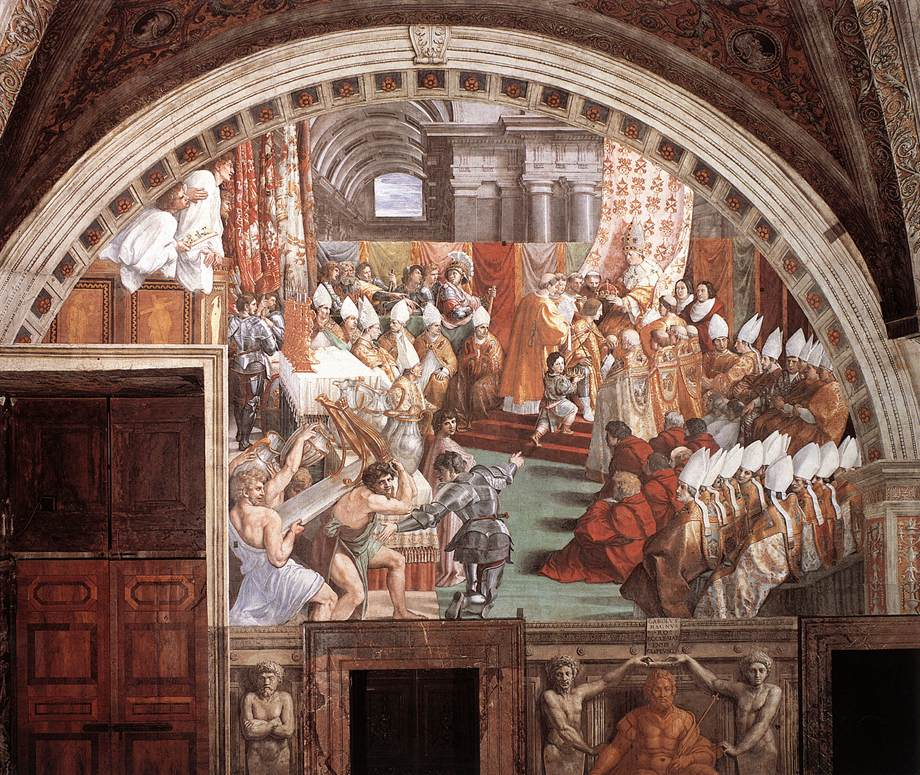
查理大帝加冕

《查理大帝加冕》表现查理大帝在800年圣诞节加冕成为神圣罗马皇帝的情景。

### 城门外的火灾

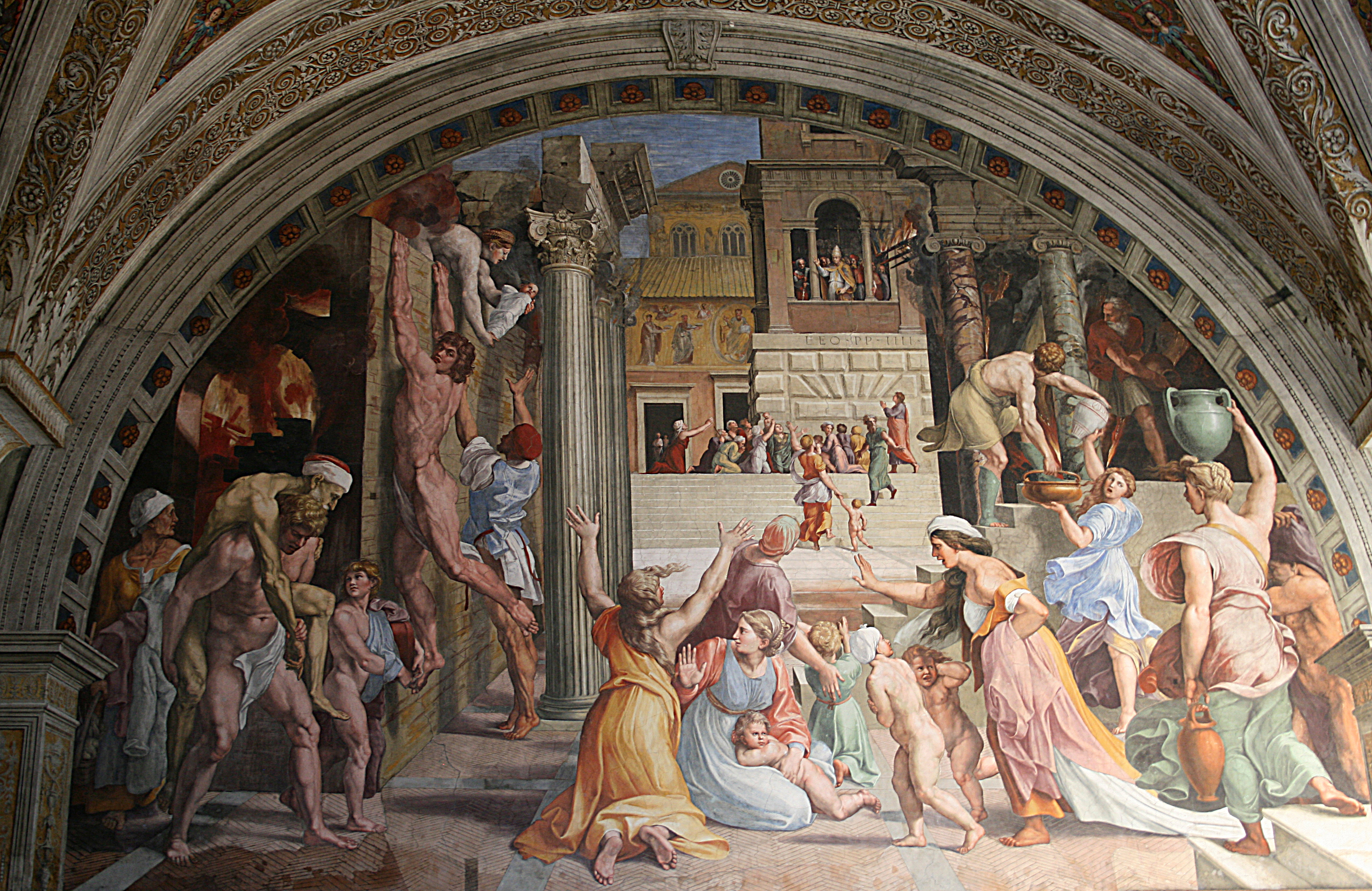
城门外的火灾

《城门外的火灾》描绘了847年在罗马博尔戈区发生的一次火灾。根据天主教会传统，教宗良四世用它他的祝福控制了火势。

### 奥斯蒂亚之战

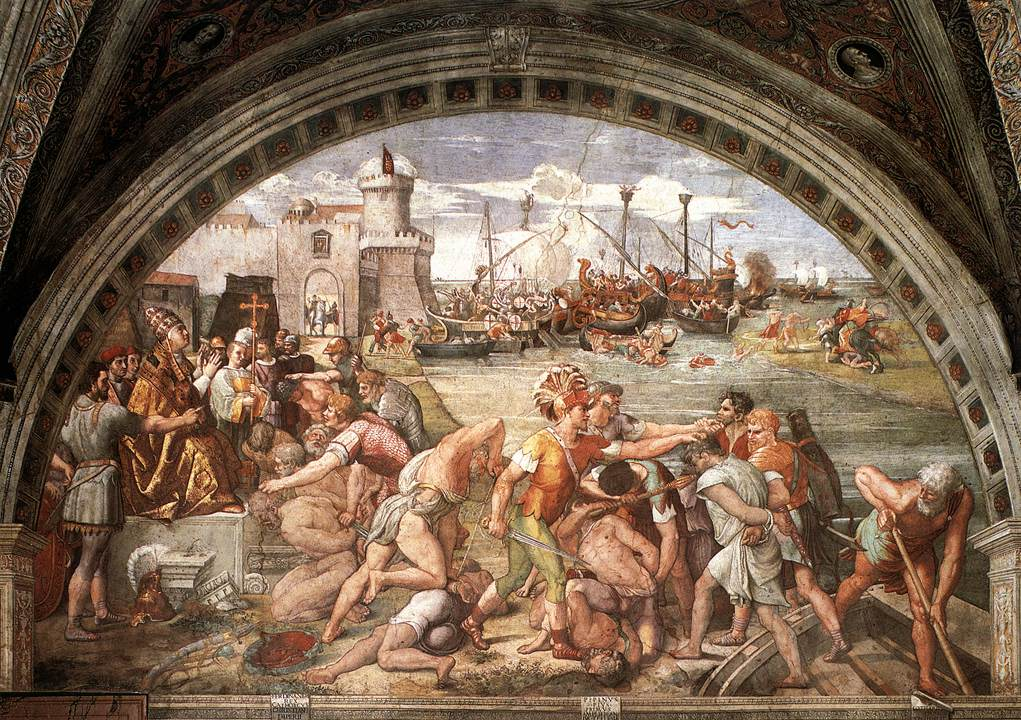
奥斯蒂亚之战

《奥斯蒂亚之战》的灵感来自于良四世于849年在奥斯蒂亚之战中战胜了撒拉逊人。

## 外部連結
- The Stanze of the Vatican （页面存档备份，存于）
- Visual Tour of the Raphael Rooms, with identifications of figures in frescoes （页面存档备份，存于）
- The Vatican: spirit and art of Christian Rome （页面存档备份，存于）, a book from The Metropolitan Museum of Art Libraries (fully available online as PDF), which contains material on the Raphael Rooms (pp. 111-123)